# سد نادراوتو
سد نادراوتو (به لاتین: Nadarivatu Dam) یک سد وزنی در فیجی است که در فیجی واقع شده‌است.